# Tregasio
Tregasio (Tregás in dialetto brianzolo) è una frazione del comune italiano di Triuggio posta a nordest del centro abitato, verso Montesiro, località con cui ha condiviso legami secolari appartenendo alla stessa parrocchia.

## Origine del Nome
Sull'origine del nome Tregasio, Dante Olivieri scrisse nella sua opera "Dizionario di toponomastica Lombarda" due possibili ipotesi: 
- La prima, la più accreditata, fa derivare Tregasio dal germanico Trewa (apparso per la prima volta in un documento del 1147), cioè luogo di fermata, di sosta o di riposo. Infatti la posizione geografica del paese invita a fare una sosta, sia salendo da Canonica che da Triuggio;
- La seconda, la più azzardata, fa risalire Tregasio dal nome personale Tricus attraverso la forma Tricacis.

La tradizione contadina locale vuole invece che Tregasio significhi "Tre Case" o meglio "Tre Cascine" poiché originariamente sul territorio di Tregasio vi erano solamente tre cascine circondate da grandi appezzamenti di terra. Questa versione risulta essere verosimile: basti pensare a Treviglio che ha derivazione romana da "tres villae" cioè tre ville con annesse fattorie. Un'altra versione, sempre riconducibile alle "tre case" vuole che durante un'epidemia di peste, solamente tre case, su tutte quelle presenti nel paese, non ne furono infettate.

## Descrizione
Tregasio è ubicato nella zona più elevata del comune di Triuggio. Si sviluppa prevalentemente attorno a due strade: Una che si sviluppa lungo la direttrice Nord-Sud che la collega con Canonica Lambro a Sud e con Montesiro a Nord; l'altra che si sviluppa secondo la direttrice Ovest-Est che la collega con Triuggio. Il punto d'incontro delle due strade avviene davanti alla Rotonda
Tutt'attorno invece vi sono campi coltivati dagli agricoltori locali e boschi, come il Bosco del Chignolo.
Tregasio risulta essere diviso in quattro rioni:
- Rione centro, corrispondente alla zona antistante la chiesa;
- Rione pozzo, corrispondente alla zona Sud;
- Rione Sant'Ambrogio, corrispondente alla zona Nord;
- Rione Rotonda, corrispondente alla zona Ovest.

## Storia
Le prime notizie certe sull'esistenza di Tregasio si hanno partire dal XII secolo, periodo in cui divenne feudo della Basilica di San Simpliciano a Milano. Elementi attestanti il legame tra i due luoghi sono le caratteristiche dello stemma araldico di San Simpliciano riscontrabili anche in quello di Triuggio che, per simboleggiare Tregasio, riprende i due colombi bianchi. È del 1289 la Chiesa di San Biagio, il che testimonia di un nucleo di abitanti di una certa entità. Tale chiesa fu visitata nel 1629 dal cardinale Federico Borromeo in occasione di una sua visita pastorale nella zona e già allora risultava essere abbandonata ed in precarie condizioni (solo nel 2002 subì degli interventi di restauro atti a preservarne ciò che ne rimaneva). Non si hanno più notizie di Tregasio per altri due secoli, fino al 1493 anno in cui fu scritta una lapide riportante il ritorno alla fecondità dei campi della parte sud di Tregasio (zona Zuccone Franco) ad opera di Francesco Homati.
Registrato agli atti del 1751 come un villaggio di 112 abitanti, alla proclamazione del Regno d'Italia nel 1805 risultava avere 330 abitanti. Nel 1809 il municipio fu ampliato come espresso da un decreto di Napoleone che lo aggregò a quello di Correzzana, ma nel 1811 fu a sua volta soppresso e annesso a Montesiro. Il 7 ottobre 1816 Tregasio diventa un comune libero ed indipendente, avendo come primo sindaco Luigi Cagnola. Sempre nello stesso anno il neo comune fu restaurato dagli austriaci al loro ritorno, e nel 1853 risultò essere popolato da 625 abitanti saliti a 785 nel 1861.
Il 20 marzo 1865 il Regno d'Italia emanò una legge relativa all'abolizione dei piccoli comuni ed anche quello di Tregasio fu esortato ad unirsi al comune di Lesmo. Ne scaturì un'accesa discussione per determinare a quale dei comuni ad esso limitrofi cioè Triuggio, Lesmo (l'opzione meno gradita a causa dei disagi nel raggiungerlo) e Montesiro (l'opzione più gradita, ma non realizzabile poiché quest'ultimo doveva già annettersi al comune di Besana in Brianza) si sarebbe dovuto unire. La risoluzione, a tutte le discussioni, arrivò il 4 aprile 1869 quando il Re Vittorio Emanuele II di Savoia decretò che : "A partire dal 1 giugno 1869 è soppresso il Comune di Tregasio aggregato al Comune di Triuggio". A partire da quel giorno Tregasio perse la sua indipendenza comunale, diventando una delle frazioni di Triuggio.
Il 3 aprile 1913 arriva il primo parroco di Tregasio: don Davide Colli. La Tregasio che gli si pone davanti, composta all'epoca da circa 1 100 abitanti, viene da lui stesso definita come "Umanamente sconfortante ed il carattere della popolazione violento ed ubriacone". Egli si propone un ambizioso piano di rilancio della comunità. Anche grazie donazioni dei conti Jacini, fa nascere nel biennio 1913-1915 l'oratorio maschile, una cappella provvisoria, un asilo infantile e, il 4 luglio 1915, la parrocchia autonoma di Tregasio (nata dalla separazioni di quella di Montesiro). A guerra appena conclusa, l'influenza spagnola colpì il paese. Furono immediatamente attivate misure cautelative come: la chiusura dei servizi scolastici e la partecipazione alle esequie funebri fu concessa ai soli parenti stretti del defunto. Nonostante queste misure vi furono comunque 32 decessi, equivalenti a quasi il 3% della popolazione di Tregasio. Ad epidemia finita, don Davide Colli si renderà ancora partecipe di altri importanti progetti per la sua comunità come la creazione di una nuova chiesa parrocchiale nel 1921 e di un cimitero nel 1933.
Il 28 ottobre 1936, in occasione della ricorrenza della Marcia su Roma, venne inaugurata l'attuale scuola comunale. 2 anni dopo, nel 1938, avvenne l'allacciamento alla linea telefonica.

## Architettura
Tregasio caratterizza per la presenza di uno dei monumenti più significativi dell'arte neoclassica della Brianza: "La Rotonda" (dichiarato monumento nazionale). Fu eretta nel 1842, dalla contessa Francesca d'Adda vedova dell'architetto Cagnola e sposa in seconde nozze con l'architetto Ambrogio Nava, autore del progetto (forse ispirato dal disegno di una chiesa parrocchiale del Cagnola). L'edificio presenta pianta circolare, sulla cui sommità poggia la cupola semisferica, elevata su un tamburo. La parte rotonda è preceduta da un protiro formato da cariatidi, statue femminili che simboleggiano le virtù cristiane. L'interno, oltre a presentare gli affreschi del Casnedi, contiene un altare che riproduce un sarcofago di epoca romana. Adiacente alla Rotonda, la Chiesa parrocchiale neogotica intitolata ai Santi Martiri Gervasio e Protaso inaugurata nel 1922 e consacrata nel 1932.
In località Zuccone San Giovanni è sita la Villa Sacro Cuore, centro della Diocesi di Milano, già proprietà dei Padri della Compagnia di Gesù, antico possedimento dei Padri Barnabiti, fu in seguito restaurata ed ampliata ad opera di Spirito Maria Chiappetta. La statua di Gesù Benedicente, sulla sommità dell'edificio domina una vasta visuale.
Nelle vicinanze si trovano la Chiesetta di San Biagio e Villa Jacini originariamente casa di caccia di Angelo Maria Durini (1725-1796: letterato e mecenate). Vi trovò ospitalità, tra i tanti, anche Giuseppe Parini. Oggi la villa è di proprietà dei Conti Jacini.
A causa della vocazione fortemente agricola del territorio, che tuttavia si è fortemente attenuata rispetto agli inizi del secolo scorso, a Tregasio è possibile trovare ancora molte cascine, dette anche corti, tipiche della Brianza, dall'aspetto a volte ancora molto rustico, tra cui:
- Corte alta e Corte Bassa: situate a poche decine di metri l'una dall'altra devono i loro nomi al leggero dislivello che hanno l'una rispetto all'altra;
- Corte Rossit: nome derivante dal fatto che molti dei suoi antichi abitanti avevano i capelli chiari;
- Corte Longoni: deve il suo nome ad una famiglia nobile che vi abitava, appunto i Longoni;
- Cascina Antonietta: deve il suo nome alla contessa Antonietta Jacini, la quale fece costruire questa cascina per i braccianti che lavoravano le sue proprietà.

## Evoluzione demografica
Abitanti censiti